# Діана Мері Бредлі
Діана Мері Бредлі (англ. Diana Mary Bradley; нар. 1932) була колекціонером голотипу кажана Emballonura dianae.

## Біографія
Діана Мері Бредлі працювала упродовж короткого часу в комітеті з окільцьовування птахів Британського фонду з орнітології при Музеї природної історії в Лондоні. Вона була скарбником Британського союзу орнітологів у 1978–1990 роках. У 1953 році вона разом з чоловіком доктором Дж. Д. Бредлі з Ентомологічного відділу Музею природознавства відвідала острів Реннелл на Соломонових островах. У 1956 році вона була співавтором з Торбеном Вольфом розділу про птахів Природничої історії острова Реннелл, Британських Соломонових Островів (англ. Natural History of Rennell Island, British Solomon Islands)..

## Вшанування
Emballonura dianae був уперше знайдений на острові Реннелл, і пізніше був знайдений на інших островах Соломонових островів і в Папуа-Новій Гвінеї.